# Абатство Монквірмут — Джарроу
Аба́тство Святи́х Петра́ та Павла́, Монквірмут — Джарроу (англ. The Abbey Church of Saint Peter and Saint Paul, Monkwearmouth-Jarrow, лат. Monasterii Wirimutham-Gyruum) — колишній бенедиктинський подвійний монастир, що виник у Нортумбрії в VII столітті, найвідомішим ченцем якого був Беда Преподобний.
Абатство Святого Петра в Монквірмуті на річці Вір засновано 674—75 році (назва означає «ченці в гирлі Віра»), абатство Святого Павла в Джарроу на Тайні засновано за десять років потому. У IX столітті обидві частини абатства обложили вікінги, захопили і після цього залишили. Після нормандського завоювання в XI столітті була спроба відновити монастир, який проіснував недовго. На початку XIV століття дві обителі відновлено як частини Даремського пріорату. 1536 року їх остаточно розпустив Генріх VIII.
Церкви обох частин монастиря стали парафіяльними, а інші споруди зникли, крім частини стіни біля церкви Святого Павла в Джарроу. Місця, на яких розташовувалися монастирі, є пам'ятками археології, церкви Святого Петра в Монквірмуті та Святого Павла в Джарроу та руїни монастиря — об'єктами культурної спадщини Англії I класу. Абатство номінувалося на статус об'єкта Світової спадщини як одне з найдавніших свідчень поширення християнства в північній Європі, але 2012 року знято з номінації.

## Історія

### Англосаксонський період
Монастир Св. Петра на землях, які подарував Егфріт, король Нортумбрії, заснував 674 року англосаксонський чернець Бенедиктом Біскопом (згодом канонізований), який хотів збудувати зразкову для всієї Англії обитель за римськими канонами, тому що раніше Англія перебувала під впливом кельтського християнства та місіонерів із шотландських Мелроза та Айони. 678 року папа виключив монастир із числа керованих ззовні, подарувавши йому самостійність.
До 682 року монастир розвивався настільки успішно, що король подарував Бенедикту землі і в Джарроу для будівництва другого, який засновано 685 року і присвячено святому Павлові. Начальником монастиря став майбутній святий Кеолфрід, з яким у Джарроу переселилися кілька ченців із Монквірмута, зокрема юний Беда.
Ці монастирі, можливо, були одними з перших кам'яниць у Англії після того, як її покинули римляни. У країні не було мулярів, їх Бенедикт привіз із країни франків, як і склярів[./Аббатство_Монкуирмут-Джарроу#cite_note-_aff0eb0005d28ae2-11 [11]]. Достатньо промандрувавши Європою, Бенедикт зібрав монастирську бібліотеку в Римі та Леринському абатстві. Івана, архікантора базиліки Св. Петра в Римі, він переконав поїхати до Англії навчати ченців співу (лат. cantus planus).
Попри відстань 7 миль (11 км), монастирі вважалися єдиним цілим. 686 року, відбуваючи на континент, Бенедикт призначив своїм наступником у Монквірмуті Еостервіна.
Кеолфрід у Джарроу продовжував справу Бенедикта щодо освіти і, особливо, переписування книг, завдяки чому при ньому виробився місцевий почерк напівунціального типу. Основною метою Кеолфріда було створити три пандекти, тобто повних однотомних Біблії — дві для монастирських церков і третю в дар Папі. Перший примірник втрачено повністю, другий зберігся фрагментарно, а папський нині зберігається у Флоренції під назвою «Аміатинський кодекс» і є найстарішим у світі та найавторитетнішим списком Вульгати. Абат помер 716 року під час подорожі, яку здійснив, щоб особисто доставити цей том Папі. Його супутники закінчили подорож, і Григорій II передав подяку наступнику Кеолфріда Хветберту.
На момент смерті Кеолфріда в подвійному монастирі було вже 600 ченців.
У 790-х роках почалися набіги вікінгів на Англію. Першою жертвою 793 року стало Ліндісфарнське абатство, 794 року взято й обитель Монквірмут Д жарроу. Близько 860 її зруйновано і в кінці IX століття вона остаточно спорожніла.

### Нормандський період
На початку 1070-х років Альдвін, пріор Вінчкомбського абатства (в Глостерширі), прочитавши «Історію» Беди, здійснив паломництво по місцях, пов'язаних з нортумбрійськими святими, і в Джарроу служив у руїнах месу. З 23 братами з Івшемського абатства (Вустершир) він почав відновлювати монастир, але не закінчив до того моменту, коли його 1083 року викликали в Даремський пріорат. Після нормандського завоювання руїни розорив король Шотландії Малкольм III.

### Відновлення та розпуск
Монастирі Монквірмут і Джарроу відновлено на початку XIV століття як філії Даремського монастиря, населені магістратами та одним-двома братами.
Після інспірованого Генріхом VIII парламентського акта про заборону релігійних братств (1535) у 1536 році монастир розпущено, і 1545 року корона «будівлі та місце колишньої Монквірмутської обителі» (£26 річного доходу) передала Томасу Вайтгеду, родичу пріора Даремського Г'ю Вайтгеда, який здав свій монастир і став першим настоятелем Даремського собору. Від нього майно перейшло до Віддрінгтонів, потім до родини Фенвік.
Монастирські будівлі в Монквірмуті увійшли до складу приватного будинку, збудованого на початку XVIII століття і згорілого 1790 року. Крім церкви, жодних залишків над поверхнею землі немає. Та ж пожежа знищила парафіяльний архів.

## Сучасний стан

### Церква Святого Петра
54°54′47″ пн. ш. 1°22′30″ зх. д. / 54.9131° пн. ш. 1.3749° зх. д.

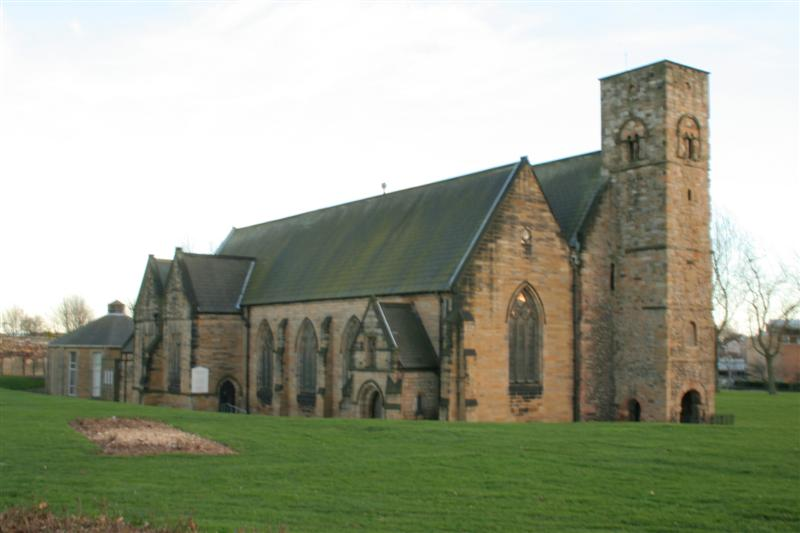
Загальний вигляд церкви Св. Петра з північного заходу

Розташована на північному березі річки Вір поблизу кампусу Св. Петра Сандерлендського університету.
Від часів будівельника монастиря св. Бенедикта збереглася лише західна стіна і ґанок, перекритий коробовим склепінням. Західну арку прикрашає рельєф, вирізаний у камені. Другий поверх зведено близько 700 року, тоді ж додано північний і південний ґанки, з чого утворився повноцінний вестверк. До кінця X століття добудовано верхні яруси, утворивши сучасну західну вежу.
Північний бічний неф прибудовано у XIII столітті, п'ятисвітнє східне вікно за вівтарем — у XIV-му.

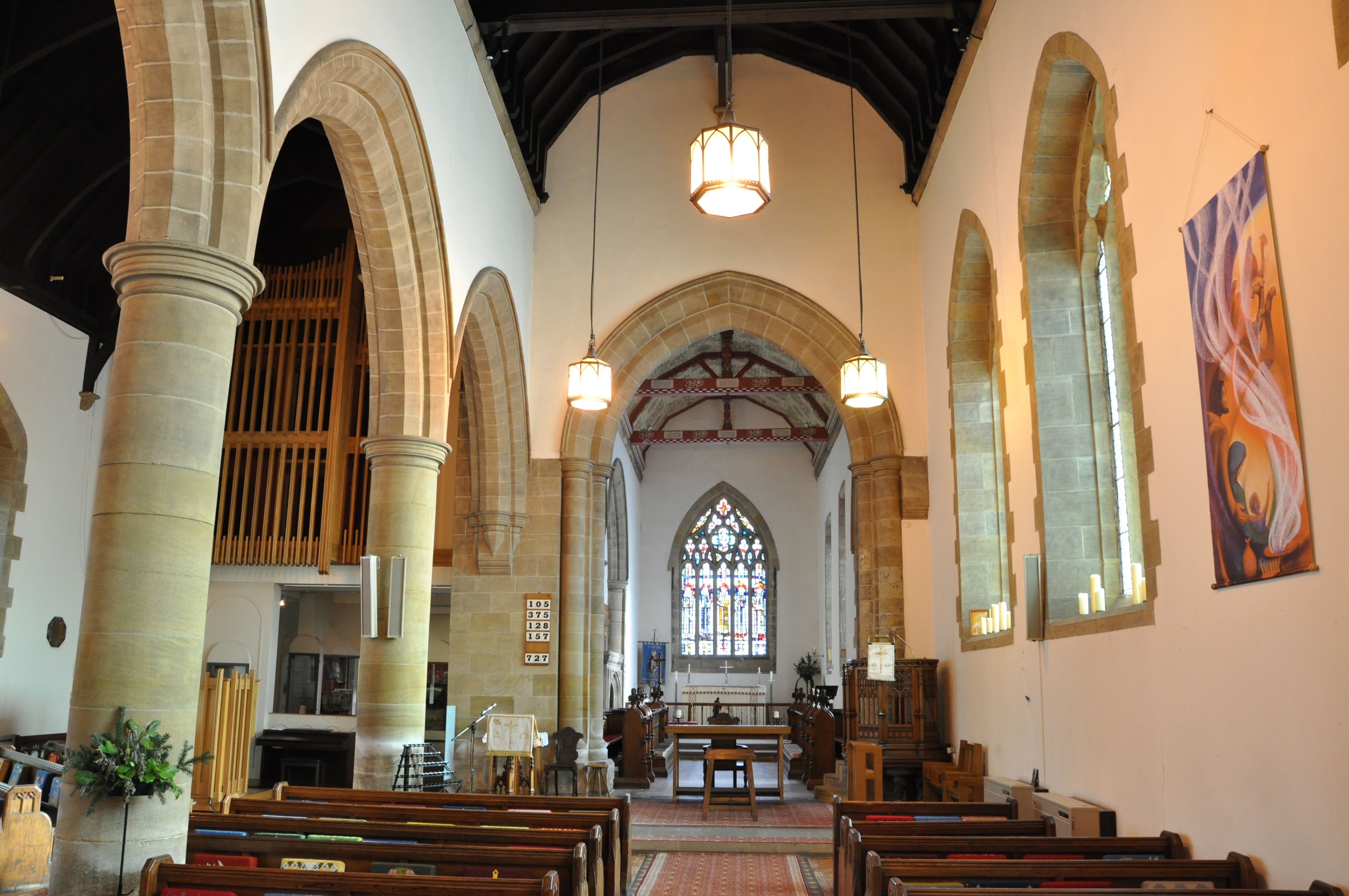
Інтер'єр церкви Св. Петра

На початку XIX століття аркаду північного бічного нефа і чималу частину вівтарної арки розібрано для облаштування галерей. Реставрація 1875—76 років повернула вигляд північному бічному нефу, справжнє східне вікно замінено, ліворуч від вівтаря вміщено орган.
Вітражі у церкві 1969 року виготовлення. 1973 року додано восьмикутний у плані обсяг за органом. 1984 року церква згоріла, і після цього довелося повністю відновлювати покрівлю та інтер'єр.
Розкопки 1963—78 та 1984 року показали наявність англосаксонських будівель. Серед знахідок — уламки скла VII—VIII століть.

### Церква Святого Павла
54°58′49″ пн. ш. 1°28′20″ зх. д. / 54.9804° пн. ш. 1.4722° зх. д.
Стародавній неф церкви обвалився і його збудовано заново у вікторіанську епоху, але вівтарна частина церкви існує від англосаксонських часів. У ній міститься вітраж, зібраний із найстарішого в північній Європі кольорового скла (VII століття), знайденого під час розкопок.
Усередині вежі вмуровано плиту з оригінальним написом про освячення церкви 23 квітня 685 року. На поверхні землі контури монастирських споруд позначено мощенням.

## Джарроу-голл

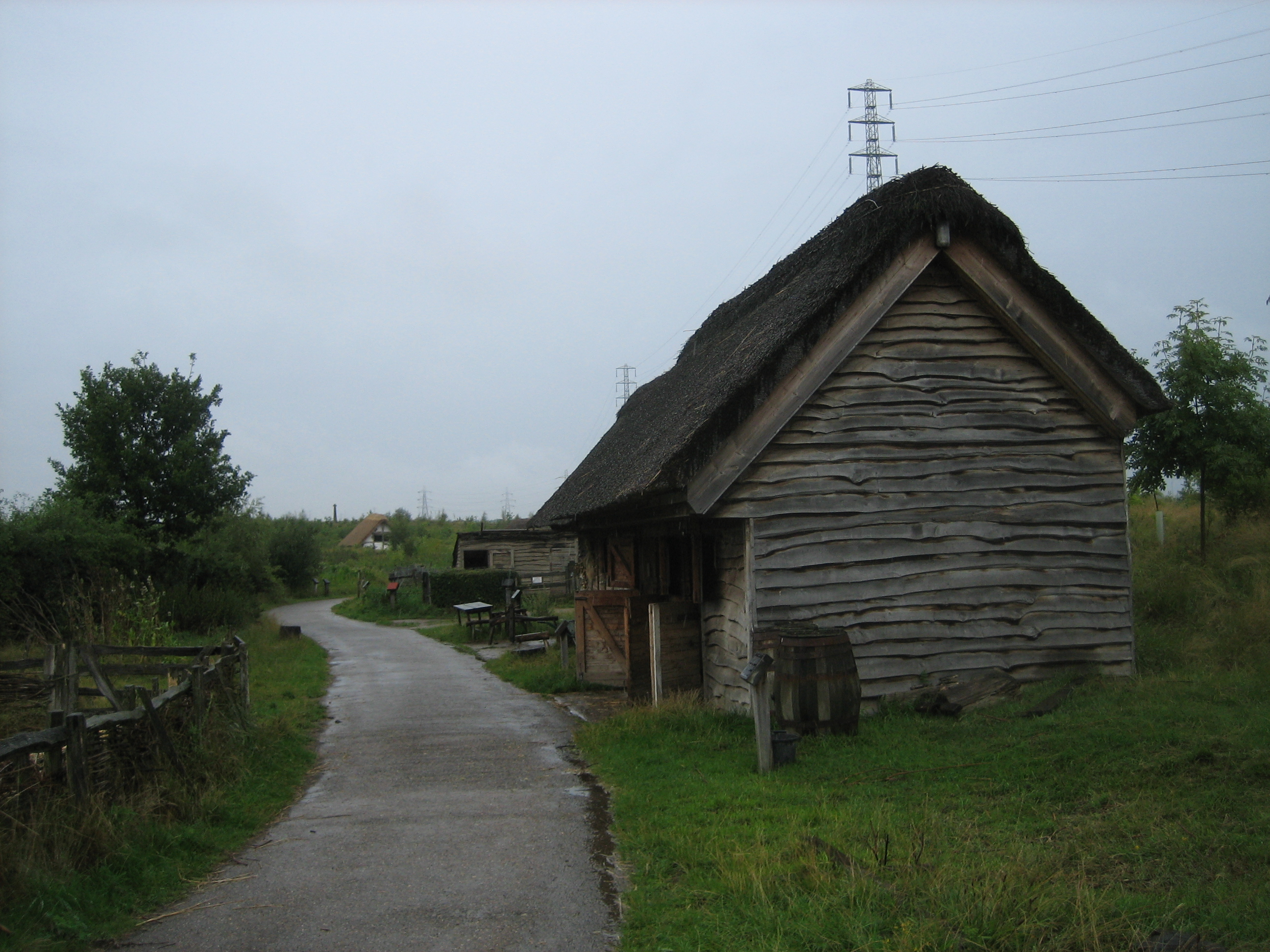
Реконструкція ферми в Джарроу-голлі

Джарроу-голл — розташований неподалік від монастиря музей Беди Преподобного та реконструкція англосаксонської ферми площею 11 акрів (4,5 га). На території розташовано три колодяні нортумбрійські будівлі, відтворені за археологічними даними. Сільське господарство на фермі ведеться за давніми технологіями, розводяться тварини, схожі на англосаксонські породи худоби. У постійній експозиції музею — «Епоха Беди» та колекція предметів, датованих протягом тисячі років.

## Рукописи
У скрипторії монастиря створено:
- Аміатинський кодекс (бл. 700—710)
- Кутбертове Євангеліє (бл. 710)
- Санкт-Петербурзький Беда (731—746)
- можливо, мурівський Беда (бл. 735)

У монастирській бібліотеці також були італійські дев'ятитомна Біблія «Нові Кодекси» і однотомний Великий кодекс, який, імовірно, і був оригіналом для списку Аміатинського списка.